# Ruta 402 (Costa Rica)
La Ruta 402, oficialmente Ruta Nacional Terciaria 402, es una ruta nacional de Costa Rica ubicada en la provincia de Cartago.

## Descripción
En la provincia de Cartago, la ruta atraviesa el cantón de Alvarado (el distrito de Pacayas), el cantón de Oreamuno (los distritos de Cot, Santa Rosa).